# Monarque de Fatu Hiva
Pomarea whitneyi
Espèce
Statut de conservation UICN

 CR A2be+4be ; B1ab(ii,v); C2a(i,ii); D : 
En danger critique
Le Monarque de Fatu Hiva (Pomarea whitneyi) est une espèce de passereaux de la famille des Monarchidae. Menacée d'extinction – l'UICN l'ayant placée sur la liste des 100 espèces les plus menacées au monde –, l'espèce est endémique de l'île Fatu Hiva aux îles Marquises en Polynésie française.

## Taxonomie
D'après Alan P. Peterson, c'est une espèce monotypique. Le Monarque de Fatu Hiva appartient au genre Pomarea, de la famille des Monarchidae. Ce genre est endémique du sud-est de Polynésie et ses différents taxons sont distribués sur des îles volcaniques isolés (Iles Marquises, îles de la Société et îles Cook)

## Description
Le Monarque de Fatu Hiva est le plus grand de son genre, avec un poids moyen de 43,5 g. La coloration du bec et du plumage change avec l’âge. Les adultes, mâle comme femelle, sont entièrement noir-brillant, les sub-adultes ont un plumage mixte noir et marron et les juvéniles sont brun clair.

## Éthologie
Comme la plupart des espèces du genre Pomarea, le Monarque de Fatu Hiva est très territorial. Il n’y a pas de période de reproduction chez cette espèce et les couples peuvent produire jusqu’à deux nichées par an, avec un seul œuf pondu par nid. La période d’incubation est d’environ 17 jours, le poussin reste au nid pendant 3 semaines après l'éclosion et les juvéniles envolés restent dans le territoire parentale entre 2,5 mois et 10 mois. Les deux sexes participent dans la construction du nid, l’incubation et l’élevage du jeune.

## Habitat
Il fréquente des forêts de pūrau/ fau (Hibiscus tiliaceus). Ses territoires sont situés dans des vallons et basses vallées, à proximité de cours d'eau.

## Menaces
La population actuelle s'élève à dix-huit individus dont quatre femelles.

Les rats noirs présents sur l'île pillent leur nid dans lequel l'espèce pond un œuf par couvée et ils sont également menacés par les chats sauvages introduits pour chasser les rongeurs.

Récemment, un individu atteint de paludisme aviaire a été découvert.
En 2023, l'association de préservation Manu SOP a entamé la construction de volières pour tenter d'élever des juvéniles en captivité.